# 金龍湖 (汐止區)
金龍湖在今台灣新北市汐止區社后地區，面積13.4公頃，湖寬200公尺，不但是台北盆地三大湖——金龍湖、大湖、碧湖中最大的，也是臺北都會區第一大湖。

## 簡介
金龍湖舊名「匠頭埤」或「象頭埤」，原為人工挖掘，上游由北峰溪水匯流而成的大池塘，蓄水以為灌溉用水，下游注入基隆河。今時在汛期仍肩負防洪的重要功能，並成為汐止區著名的遊憩景點之一。
湖的形狀猶如由主湖區伸出四「爪」，有環湖步道欣賞湖景，並有白鷺鷥、翠鳥、紅冠水雞等親水鳥類生態。東邊算起第一「爪」最長，沿上游北峰溪有步道通往翠湖，第一二「爪」間為大型社區「水蓮山莊」。第二三「爪」間湖畔山上有一寺廟「北峰寺」，為汐止社后地區居民的信仰中心。第三「爪」次長，上有一白色拱橋，為湖前街所行經，溝通「水蓮山莊」。第四爪最短小。

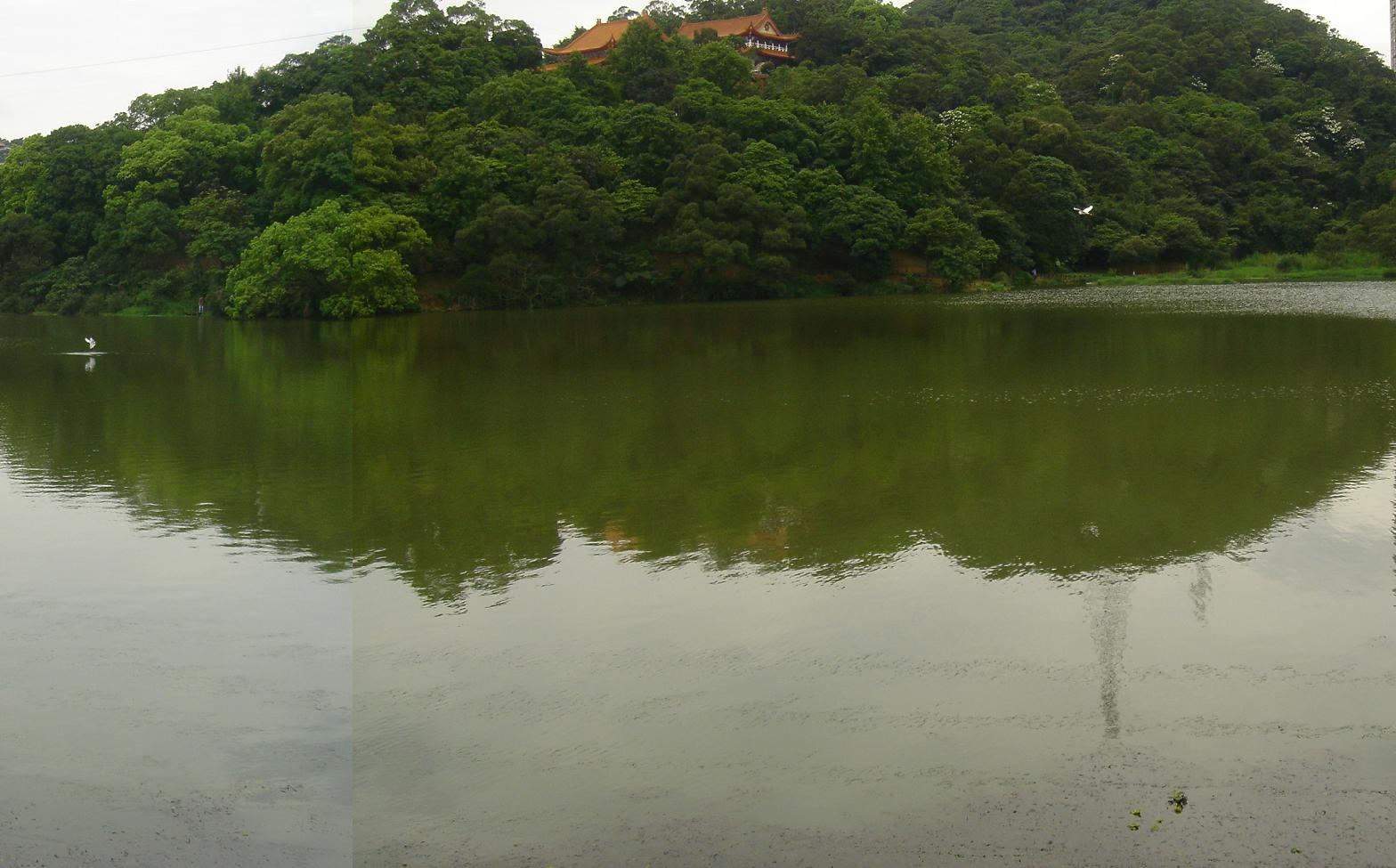
金龍湖與北峰寺及白鷺鷥
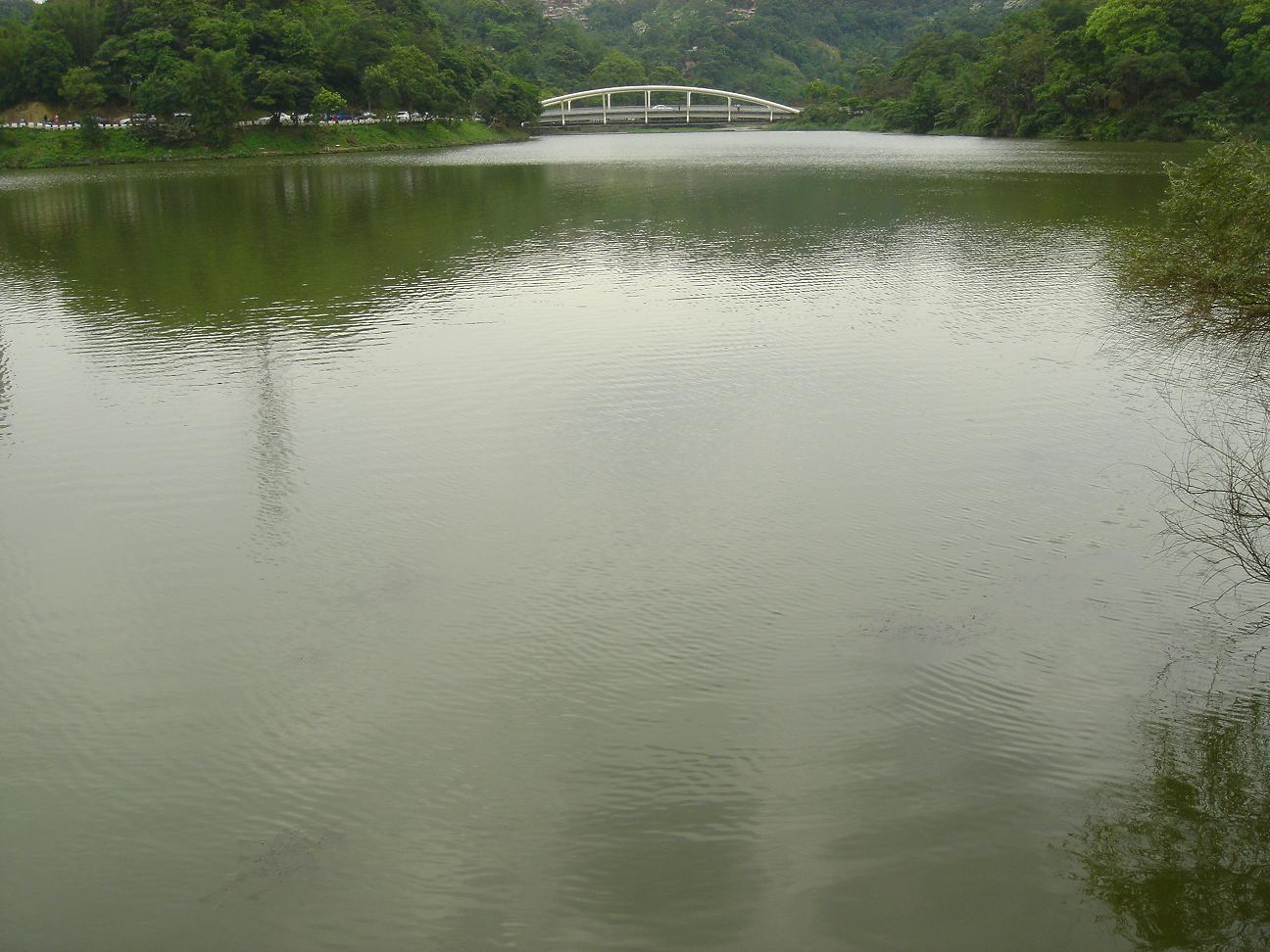
金龍湖與白色拱橋
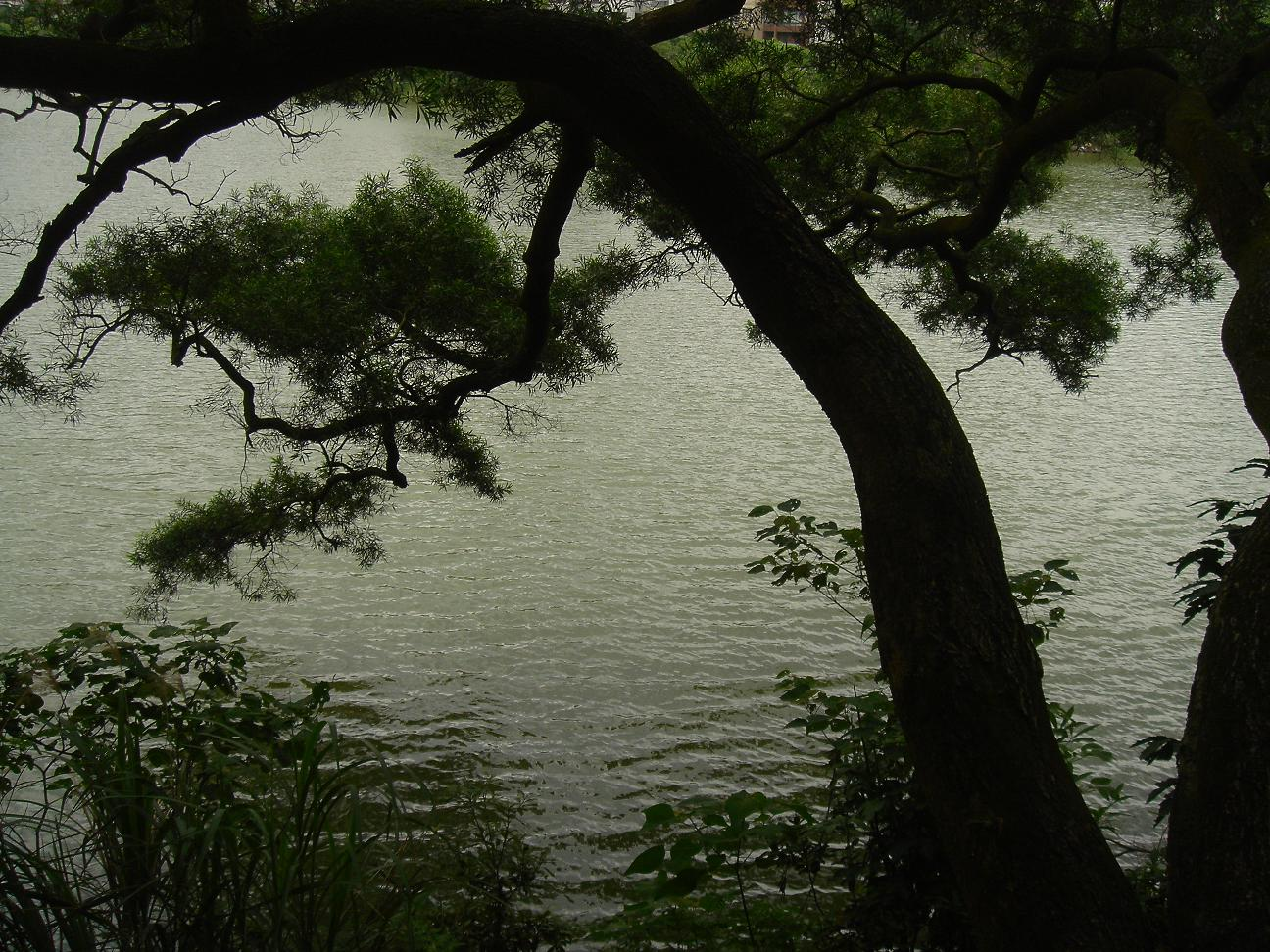
金龍湖畔的相思樹